# Нико Крањчар
Нико Крањчар (Загреб, 13. август 1984.) је хрватски фудбалер. Син је бившег фудбалера загребачког Динама и Рапида из Беча, Златка Крањчара

## Каријера

### Динамо
Први званични наступ за Динамо забележио је 2001. са 16 година. Први гол у професионалној каријери је постигао 3 месеца свог 17 рођендана. Тада је Динамо водио Мирослав Блажевић, бивши селектор хрватске репрезентације, који га је поставио за капитена клуба, чиме је Нико са 18 година постао најмлађи капетан у историји клуба. Са Динамом је те сезоне освојио првенство и био проглашен најбољим играчем лиге.
За национални тим је дебитовао код селектора Ота Барића у пријатељској утакмици против Немачке 18. фебруара 2004. у Сплиту, који је хрватска репрезентација изгубила са 2:1.
У сезони 2004/05 Крањчар је, заједно са Динамом, био у великој кризи. Динамо је те сезоне одиграо најлошију сезону у историји клуба. Крањчар је одбио понуду московског ЦСКА, јер није желео да иде на исток.

### Хајдук
Због лоших резултата клуба, Динамов потпредседник Здравко Мамић је почетком 2005. године казнио играче смањењем плата, што Крањчар није прихватио, тврдећи да нису само играчи криви за лоше резултате. Након тога стављен је на трансфер листу, а на крају је завршио у највећем ривалу Динама, сплитском Хајдуку. Тај је трансфер попраћен огромним медијским занимањем и био је највећа спортска вест године.
У међувремену је у репрезентацији под водством оца, изборника Златка Крањчара имао и добрих и лоших игара, те је његово уврштавање у најбољих 11 државе поделило мишљења. Било је пуно оних који су то сматрали непотизмом, али је тако остало кроз читаве квалификације и на Светском првенству у Немачкој. У том раздобљу постигао је погодак Бразилу у Сплиту и Малти у Валети, а обе су утакмице завршиле 1:1. Како му се игре нису битно побољшале, и даље је трпео нападе. Наступио је једну утакмицу и за младу репрезентацију у баражу против Србије и Црне Горе, у Великој Горици, која је морала да надокнади пораз из Београда, али је Хрватска изгубила и ту утакмицу. На Светском првенству у Немачкој је играо променљиво.
Доласком Зорана Вулића на место тренера Хајдука, Нико Крањчар се преселио са места плејмејкера у везног играча, те већ у прве 3 утакмице забележио 2 гола и 3 асистенције. У августу 2006. Рен је понудио 4 милиона евра, али је Хајдук одбио понуду, пошто је веровао да може да добије више за Крањчара. Крањчар је затим прешао у Портмуст за 5,2 милиона евра, а његов трансфер из Хајдука у Портсмут, је највећи Хајдуков трансфер икада. Од Хајдука се опростио на Кантриди постигавши погодак у победи 1:0 над Ријеком.

### Портсмут
Нико Крањчар потписао је 31. августа 2006, пар сати пре краја прелазног рока, четворогодишњи уговор с енглеским прволигашем Портсмутом. Дебитовао је у ФА купу против Мансфиелда (2:1). Деби у првенству је забележио 1. октобра 2006. против Тотенхема, на дан кад су се у хрватском првенству састала његова два бивша клуба. У прва 3 месеца није се успео наметнути у прву поставу и појавило се занимање француских Париз Сен Жермена и Рена. С обзиром да га Хари Реднап тешко уводио у игру, његов одлазак из Енглеске је неко време био актуелан.